# Клан Барнетт

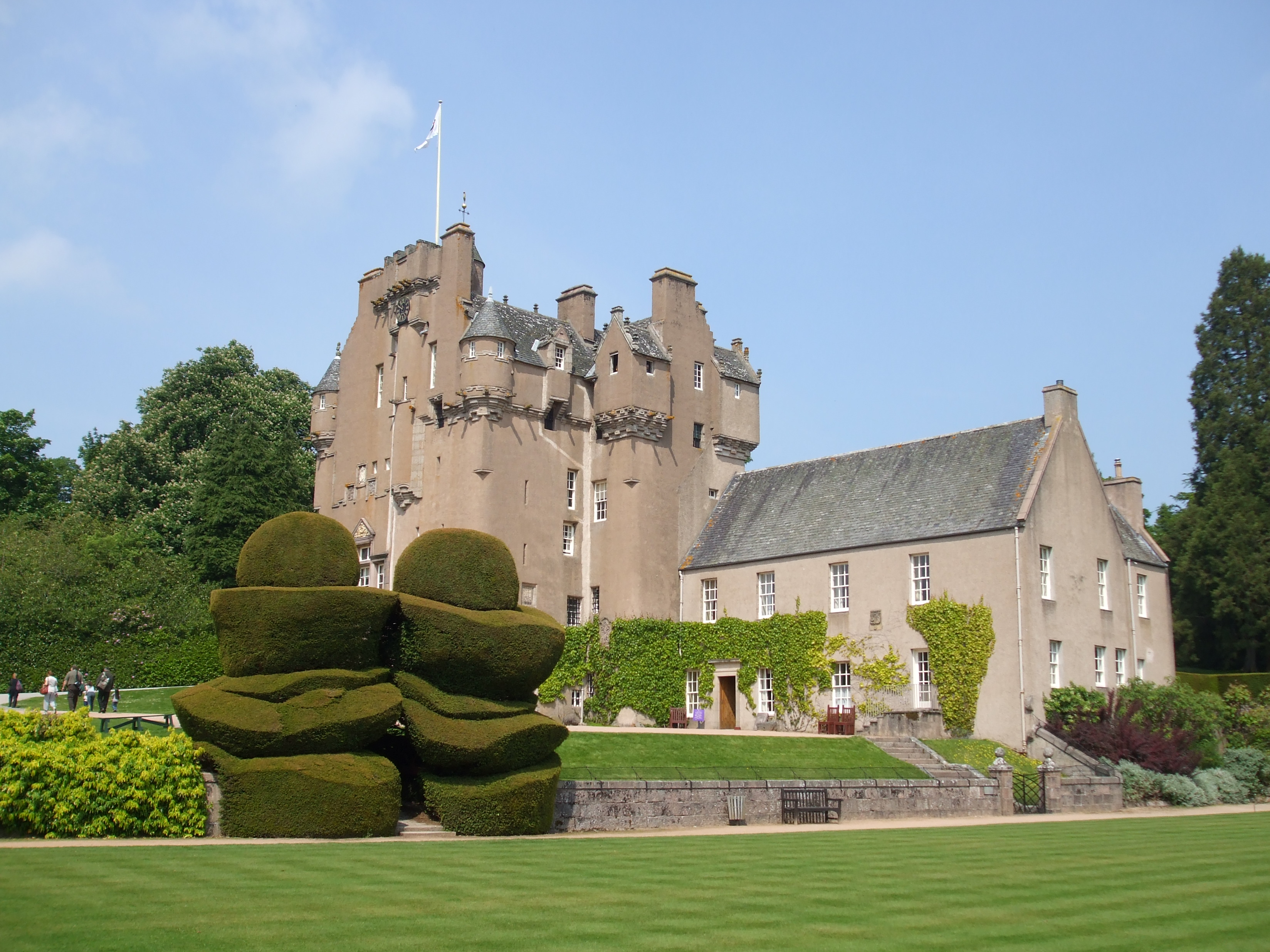
Замок Крахес — історичний центр та резиденція вождів клану Барнетт.

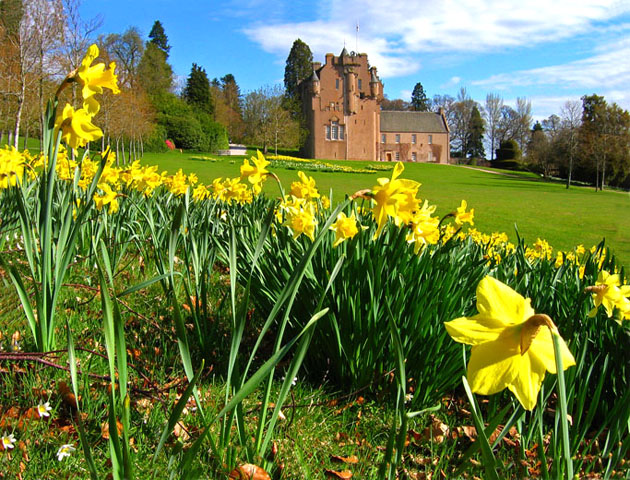
Замок Крахес весною.

Клан Барнетт (шотл. — Clan Burnett) — один із рівнинних кланів Шотландії з Прикордоння. Інші назви клану: Барнет (шотл. — Burnet), Бернетт (шотл. — Burnette), Барнард (шотл. — Burnard), Бернард (шотл. — Bernard). Нинішнім вождем клану Барнетт є Джеймс Комін Аверст Барнетт Лейс — барон Кілдухі (шотл. — James Comyn Amherst Burnett Leys, Baron Kilduthie).
Гасло клану: Virescit Vulnere Virtus — Мужність виростає з ран (лат.)

## Історія клану Барнетт

### Походження клану Барнетт
Щодо походження клану Барнетт є багато неясного і незрозумілого. Є версії, що клан має саксонське походження, є версії, що клан має норманське походження. Висувалась гіпотеза, що назва клану походить від старого французького слова burnete — зменшувальне від Brun — брунатний, коричневий. Інша версія, що назва клану походить від слова burnete — високоякісна вовняна тканина темно коричневого кольору. Ще є версія, що назва клану походить від англо-саксонського слова Beornheard — Беорнхерд — «Ведмеже серце». Можливо, чоловік з іменем, що є якимось варіантом назви клану оселився в Шотландії за часів короля Шотландії Давида І в землях Роксбургшир.

### Рання історія клану Барнетт
Повідомлення про предків клану Барнетт трапляються в історичних документах Англії після норманського завоювання у 1066 році. У «Книзі Страшного Суду» згадується лицар на прізвище Бернард в записах щодо приходу Святого Неота і в записах щодо абатства Валтам. Згідно з цією книгою Роджер Бернард був орендарем земель Алріхесі і мав маєток Родеді в Хемпширі і садиби Селдертоун, Котефорд в Вілтширі. Роджер Бернард, його дружина Маргарет, його син Одо, його дочка Магілія згадуються в документах приходу світого Неота. Серед англо-норманської знаті, що переселилась в Шотландію в часи короля Давида І, згадується Бернард, що оселився в графстві Роксбург і володів баронством Фарнінгдаун (Фарнігтон). Цей рід Бернадів відомий як благодійники абатства Мелроуз.

### XIV—XVI століття
Під час війни за незалежність Шотландії Олександр Барнетт підтримав Роберта Брюса, і був нагороджений землями в королівському лісі Друм (гельск. — Drum), і посадою королівського лісника. У головному залі замку Крахес (гельск. — Crathes) висить ріг зі слонової кістки під назвою «Ріг Лейс», що був подарований королем Робертом І Брюсом на честь цієї події. Правнук Олександра — Роберт Барнетт був нагороджений титулом Роберт Барнетт Лейс у 1446 році.
Клан Барнетт мав складні взаємовідносини з церквою: з одного боку вони підтримували абатства матеріально, з іншого боку — у XV столітті були суперечки між кланом і церквою щодо земельних володінь. Коли виникли суперечки щодо землі між кланом Барнетт та лердом Друм, вождь клану Барнетт звернувся до місцевого священика отця Амвросія з проханням бути посередником у переговорах, але він відмовився. Вождь клану Барнетт розгнівався і заборонив ченцям з місцевого монастиря ловити рибу в озері Лох-Лейс. Це викликало обурення ченців, які прокляли його. Конфлікт поглиблювався і під час загострення конфлікту був вбитий син вождя клану, і, зрештою, сторони примирилися.
Вожді клану збудували собі резиденцію — замок Крахес на півночі земель Ді в Кінкардинширі. Нинішній замок був збудований у 1553 році, має L-подібну форму. Існує легенда про привида замку Крахес. Говорять, що це привид Берти де Бернар — родички вождя клану Барнетт, що нібито була отруєна після вбивства її нареченого одним з її двоюрідних братів. Батько Берти прокляв вождів клану Барнетт і з того часу привид Берти з'являється в замку перед черговим нещастям. За іншою версією, це привид леді Агнеси Барнетт.
Сер Томас Барнетт отримав титул баронета Нової Шотландії в 1628 році від короля Карла І. Він підтримав ковенанторів під час громадянської війни, але одночасно був родичем рояліста маркіза Монтроз. Син Томаса Барнетта був депутатом парламенту Шотландії і був одним з небагатьох парламентарів, хто виступив проти об'єднання з Англією у 1707 році.

### XVIII— ХХ століття
Виникла суперечка щодо титулу вождя клану після смерті сера Роберта Лейса, на титул претендував Томас Барнетт Крайгі, але прошло сім років, перш ніж ця суперечка була вирішена. VII баронет Барнетт служив у Королівських шотландських стрільцях під час американської війни за незалежність, він був узятий в полон під Саратогою в 1777 році. Генерал-майор сер Джеймс Барнетт Лейс — ХІІІ баронет Барнетт командував шотландською бригадою горців Гордона у Першій світовій війні. Він був часто згадується як герой в донесеннях і був представлений до нагород Великої Британії, а також нагороджений французьким орденом Почесного легіону. Його онук є нинішнім вождем клану Барнетт і досі живе на землях клану.

### Барнетти з Фарнінгдауна
У 1200 році Роджер Бернард з Фарнінгдауна передав дві ділянки землі зі своєї вотчини. Одна з них була для його синів Джеффрі, Волтера, Ральфа та Річарда. Ральф був спадкоємцем Роджера. Ральм Бернард згадується в документах епископа Глазго в 1208 році — він подарував єпископу паливо — торф. У 1252 році Річард Бернард Фарнінгдаун продав землі Істмедоу абатству Мелроуз, що було підтверджено грамотою короля Шотландії Олександра III в тому році. Після 1381 року зв'язки клану Барнетт і землями Файрінгдаун були втрачені.

### Барнетти з Барнетленду і Барнсу
Клан Берннард або Барнетт володів землями в Піблесширі, що були названі Барнетленд. І володів ними Роберт де Барнетленд. Його ім'я є в документах абатства Селкірк і в грамотах короля Давида І. У документах 1656 року згадується, що клан Барнетт володів землями Барнс 300 років, тобто в 1356—1656 роках. Походженням клану Барнетт зацікавились у 1838 році, коли маєток і землі були продані. В той час йшла суперечка кому належить титул вождя клану Барнетт — септі Барнетт Барнс чи Барнетт Лейс.

### Бернарди з Андросса та Каррі
Джону Бернарду колись належала частина земель Адросс у Файфі і частина земель Каррі в Мідлохіані. Джон Бернард супроводжував короля Шотландії Давида II у поході в 1346 році і в битві під фортом Лідделл, де Джон Бернард був важко поранений і залишений у замку Роксбург, де він помер від ран. Але перш ніж він помер від ран, замок Роксбург здався англійцям, тому за Джоном Бернардом закріпився ярлик зрадника, хоча він ніяк не міг вплинути на захисників замку. Але в результаті цієї події землі Джона Бернарда були конфісковані і передані Олександру Мейтленду. Коли король Шотландії Давид II звільнився з англійського полону, правда про події в замку Роксбург стала відома, землі були повернені найближчому родичу Джона Бернарда — Вільяму Діхінгтону. Ці землі належали Діхінгтонам аж до 1700 року, коли вони були продані.

### Барнетти з Лейсу
Олексаед Бернард з Фарнінгдауну був першим Бернардом, що почав називатися Барнетт. Олександр підтримав Роберта Брюса під час війни за незалежність Шотландії і за це був нагороджений землями Банхорі і титулом лісничого королівських лісів Друм у 1323 році. Він також отримав королівську грамоту на володіння землями Кілхенах, Клерех та іншими землями в Абердинширі у 1324 році. Ватажок цієї гілки клану оселився на штучному острові Кранног на озері Лох-Лейс.
Протягом наступних 300 років клан Барнетт були відомі як покровителі церкви — жертвували церкві кошти, землі та інше. Джон Барнетт Лейс був V лордом Лейс. Його син — Олександр Барнетт Лейс був І бароном Лейс під час правління королів Шотландії Якова II, Якова III, Якова IV. У 1553 році Олександр Барнетт Лейс почав будівництво замку Крахес, що був закінчений його правнуком Олександром — ХІІ лордом Лейс у 1596 році. Замок Крахес лишався у власності клану Барнетт 350 років — до 1952 року, коли замок був переданий Національному фонду Шотландії для збереження історичної і культурної спадщини Шотландії.

### Барнетти з Балмайну
Внаслідок шлюбу між сером Томасом Барнеттом — VI баронетом Лейс і сестрою сера Олександра Рамсея (Ремзі) — VI баронетом Балмайн, клан Барнетт успадкував володіння клану Ремзі в Балмайні. Коли Олександр Ремзі помер у 1806 році маєток перейшов у власність Олександра Барнетта — другого сина Томаса Барнетта. Олександр Барнетт пішов у відставку з посади шерифа Кінкардинширу і вирушив у подорож. Після повернення з подорожі він збудував елегантний особняк Фаскве-хаус. З дозволу корони він прийняв герб та ім'я Ремзі і отримав титул баронета Ремзі Балмайн. Він помер 17 травня 1810 року і його нащадки успадкували ім'я Ремзі.

### Барнетти з Крагмайлу
Джеймс Барнетт — син Олександра Барнетта з Лейсу і молодший брат сера Томаса Барнетта — І баронета Лейс. Він одружився в 1608 році з Елізабет Бернет, дочкою Томаса Барнетта з Крайгмайл і Тілліхайкі, онукою Вільяма Барнетта з Крайгоур, Кемпбелл і Тілліхайкі, що загинув у битві під Пінкі Клев в 1547 році. Ця септа володіла значними землями Крайгмайл, Пітмеден, Мілл. Внаслідок цього шлюбу він став дуже значним лердом, як і його брат сер Томас. Він був відомий як миротворець і парламентер в свій час. Септа Бернетт Крагмайл вимерла по чоловічій лінії після у 1750 році.

### Барнетти з Крімонду
Цю гілку клану започаткував Роберт Барнетт — лорд Крімонд, брат сера Томаса Барнетта — І баронета Барнетт. Він був третім сином Олександра Барнетта і Кетрін Гордон. Роберт вивчав право у Франції і в 1617 році повернувся до Шотландії. Він став відомим адвокатом і суддею. Його спадкоємцем став Олександр Барнетт. Його п'ятий син Гілберт Барнетт став єпископом Солсбері.

### Барнети з Кемнай
Джеймс Барнетт — молодший брат сера Томаса Барнетта, І баронета, одружився з Елізабет Бернетт. Їх другий син — Томас Барнетт з Кемнай став І лердом Кемнай. Томас став письменником, жив в Единбурзі і одружився з Маргарет Пірсон, дочкою Джона Пірсона, купця з Единбургу. Він купив маєток Кемнай у сера Джорджа Ніколсона, лорда Кемнай, лорда Сешн. Старий особняк був перебудований. Колись ця садиба і будинок були побудовані Томасом Кромбі, були у власності Авхінлексів і Дугласів Гленберві. Нині лердом Кемнай є Сьюзен Летиція Барнетт — ІХ лерд Кемнай.

### Барнетти з Монбоддо
Ця гілка клану Барнетт пов'язана з Джеймсом Бернетом Лагавін — третім сином Джеймса Барнетта з Крайгмайл. та його дружини Елізабет Бернетт. У 1642 році Джеймс одружився з Ізабель Форбс, що скоро померла, після чого Джеймс одружився вдруге з Елізабет Ірвін, дочкою Роберта Ірвіна з Монбоддо та Елізабет Дуглас Гленберві. У 1671 році Джеймс купив маєток Монбоддо у своїх братів своєї дружини. На додаток до Монбоддо, який став резиденцією цієї гілки клану, Джеймс придбав землі Кайр, Вайтфілд, Сілліфлет, Холлгрін, Джонсшевен та Балландро в Кінкардинширі. Його онук, Джеймс Барнетт, ІІІ лерд Монбоддо підтримав Стюартів у війні за престол і був захоплений в полон у битві під Фалкірк Муйр. Він був у полоні протягом деякого часу, але був звільнений завдяки допозі впливових друзів. Але подальші події змусили його продати все, але Монбоддо і Лагавін, що він продав своєму старшому синові, Джеймсу Барнетту, лорду Монбоддо, IV лерд, що став видатним вченим і суддею.

### Барнетти з Камфілл
Ця гілка клану походить від Вільяма Барнетта з Крайгоура, Західного Камфілла та Тілліхайке, що загинув у битві під Пінкі Клев у 1547 році. Його син Ендрю Барнетт успадкував його землі в Камфілл. У 1605 році ці землі були частиною маєтків Лейс і в той час Вільям Барнетт, син Ендрю Барнетта отримав землі Камфілл як орендар. Томас Барнетт з Камфілл, згадується в документах Абердинширу в 1696 році, у той час він жив в Абердині.

### Барнетти з Елрік
Старший син вищезгаданого Ендрю Барнетта з Камфілл — Джон Барнетт (1625—1666) був першим Барнеттом з Елрік. Джон Барнетт придбав ці землі в Вільяма Іннеса з Кіннермоні, що володів цими землями в 1663 році. Баронство Елрік крім маєтку та млина включало землі Крофт, Смідділенд, Брумібре, Монакаббак, Орд, Скроглі, Снеллен. Землі ці ще залишалися у власності клану після смерті Пітера Барнетта Елріка в 1870 році.

### Барнетти з Кірхілл
Перший Барнетт з Кірхілл у парафії Дайс, що біля Абердина був Олександр Барнетт (1620—1685) — син Томаса Барнетта, купця, і його дружини Маргарет Джонстон. Він мав торговельні зв'язки з Польщею. Правнучка І лерда Кірхілл — Маргарет Бернетт (народилася в 1719 році) одружилася з Олександром Баннерменом з Френдраут, купцем, і землі Кірхілл відійшли клану Баннермен.

## Видатні люди з клану Барнетт
- Гілберт Барнет (1643—1715) — шотландський історик, письменник, теолог і єпископ Солсбері. Здобув освіту в коледжі Марішал в Абердині, де він вивчав право, історію і богослов'я. У 1663 році він був стажистом шотландського церкви і в 1664 році він вивчав іврит в Амстердамі. Гілберт Барнетт був професором теології в Глазго в 1669 році і був капеланом короля Англії Карла II до 1674 року. Він був призначений єпископом Солсбері в 1689 році. Помер в 1715 році.
- Джеймс Барнетт, лорд Монбоддо (1714—1799) — член шотландського верховного суду, був призначений на посаду в судді, прийняв титул лорд Монбоддо в 1767 році. Він був автором багатотомної праці про виникнення і розвиток мови (6 т., 1773—1792). Він задовго до Дарвіна та Ламарка висунув теорію еволюції, висунув ідею про виникнення людини від орангутанга. З його теорії сміялися і ця теорія принесла йому славу людини ексцентричної. Потім нащадки його оцінили як оригінального мислителя і великого інтелектуала.
- Джордж Барнетт (1822—1890) — народився в Кімней, герольд Шотландії з 1845 року, член суду Лева з 1863 року. У 1866 році став лордом Лева та герольдмейстером. Цю посаду він займав до своєї смерті 23 січня 1890.
- Генерал-майор сер Джеймс Барнетт Лейс — ХІІІ баронет Лейс, командував бригадою під час Першої світової війни. Він був двічі нагороджений орденом за видатні заслуги , згаданий в донесеннях як герой і став кавалером ордена Лазні Великої Британії і кавалером ордена Почесного легіону Франції.
- Чарльз Барнетт (нар. 1940) — шотландський антиквар, куратор музею, і офіцер гербів в Суді Лорда Лева. Ніні займає посаду Екстраординарного Герольда Гербів в Шотландії.

## Прізвища, що виникли в клані Барнетт
- Burnett
- Burnet
- Burnette
- Bernat
- Burnat
- Bernet
- Burnap
- Burnard
- Barnard
- Barnett
- Barnette
- Barnet
- Bornet
- Bornat
- Mac Burnet

## Септи клану Барнетт
- Барнетт Лейс (шотл. — Burnett Leys)
- Барнетт Барнс (шотл. — Burnett Barns)
- Барнетт Балмайн (шотл. — Burnett Balmain)
- Барнетт Кемнай (шотл. — Burnett Kemnay)
- Барнетт Крімонд (шотл. — Burnett Crimond)
- Барнетт Монбоддо (шотл. — Burnett Monboddo)
- Барнетт Крайгмайл (шотл. — Burnett Craigmyle)